# Верховный Совет Республики Хакасия
Верховный Совет Республики Хакасия (хак. Хакас Республиканың Ööркi Чöбi) — законодательный (представительный) однопалатный орган государственной власти Хакасии, является постоянно действующим высшим и единственным органом законодательной власти республики. Образуется по результатам прямых всенародных выборов, которые проходят раз в 5 лет. В сентябре 2023 года сформирован Верховный Совет VIII созыва.

## Председатели Совета народных депутатов Хакасской автономной области, Верховного Совета Хакасии
- Штыгашев, Владимир Николаевич (1990—1992) Хакасское отделение КПСС
- Шавыркин, Валерий Васильевич (30 января — 4 февраля 1992) Демократический выбор России
- Штыгашев, Владимир Николаевич (4 февраля 1992 — 22 сентября 2023) Хакасское региональное отделение партии Единая Россия, КПРФ.
- Сокол, Сергей Михайлович (с 22 сентября 2023) Хакасское региональное отделение партии Единая Россия.

## Фракции (VIII созыв)
По состоянию на 22 сентября 2023 года:
| Название фракции | Руководитель фракции в парламенте | Кол-во депутатов |
| ---------------- | --------------------------------- | ---------------- |
| Единая Россия    | Кабанов Денис Анатольевич         | 34               |
| КПРФ             | Старостин Валерий Николаевич      | 14               |
| ЛДПР             | Молчанов Михаил Александрович     | 2                |
| Вакантных мест   |                                   | 0                |
| Итого            |                                   | 50               |

При органе образован Молодёжный парламент Хакасии